# Corto Maltese
Corto Maltese je izmišljeni lik, mornar-pustolov kojeg je stvorio talijanski crtač stripova Hugo Pratt. 
Corto Maltese, šutljiv kapetan, putovao je početkom 20. stoljeća (1900-1920.). On je "skitnica sa zlatnim srcem", tolerantan i sućutan prema slabijima. Rođen je u Valletti 10. srpnja 1887. kao sin britanskog mornara iz Cornwalla i ciganske vještice s Gibraltara. Kad je u djetinjstvu shvatio da ima prekratku liniju života na dlanu, sam je urezao dulju, čime je pokazao da sam bira svoju sudbinu. Iako ne odustaje od nepristranog stava, Corto nagonski podržava oštećene i potlačene. 
Kao lik se prvi put pojavljuje u Baladi o slanome moru (Una ballata del mare salato, 1967.), gdje je krijumčar i pirat u doba Prvog svjetskog rata na pacifičkim otocima. Pratt je 1970. započeo pisati seriju kratkih priča o Cortu Malteseu za francuski strip-magazin Pif. 1974. se vraća dugim pričama, šaljući Corta u Sibir 1918. u stripu Corto Maltese u Sibiru. 
Kronološki je prva avantura Corta Maltesea Rane godine, koja se događa za vrijeme Rusko-japanskog rata. U nizu kratkih priča (okupljenih u zbirkama Corto Maltese u Africi i Keltske priče) okusio je Prvi svjetski rat na nekoliko lokacija, sudjelovao u ruskom građanskom ratu nakon Oktobarske revolucije, i pojavio se u rano vrijeme fašističke Italije. U odvojenoj seriji priča (Les scorpions du Desert) opisano je kako nestaje tijekom Španjolskog građanskog rata. 
Corto Maltese utjelovljuje autorovu skeptičnost prema nacionalnim, ideološkim i vjerskim podjelama. Corto prijateljuje s ljudima iz svih društvenih slojeva, uključujući ruskog ubojicu Rasputina, britanskog baštinika Tristana Bantama, vudu-svećenicu Zlatoustu i češkog akademika Jeremiju Steinera. Također poznaje i susreće razne povijesne ličnosti, poput Jacka Londona, Ernesta Hemingwaya, Hermanna Hessea, Butcha Cassidyja, ruskog bijelog generala Romana von Ungen-Sternberga i Turčina Enver-Pašu. Njegovi znanci ga jako poštuju, kao npr. Staljin, koji ga je oslobodio od uhićenja kad mu je prijetilo smaknuće na granici Turske i Armenije. 
Priče o Cortu Malteseu kreću se od povijesnih avantura do okultnih dijelova snova. On vidi smrt Crvenog Baruna, pomaže amazonskom plemenu Jivaro u Južnoj Americi, bježi od fašista u Veneciji, ali i pomaže Merlinu i Oberonu u obrani Britanije te posjećuje izgubljeni kontinent Mu.
2002. je napravljen animirani film prema stripu.